# Општина Сантандреј (Бихор)
Сантандреј (рум. Sântandrei) општина је у Румунији у округу Бихор.
Oпштина се налази на надморској висини од 109 m.